# Bryan Mosley
Bryan Mosley (25 de agosto de 1931-9 de febrero de 1999) fue un actor británico, conocido principalmente por su papel del tendero Alf Roberts en la serie de larga trayectoria de ITV Coronation Street, y acreditado en ocasiones con el nombre de Buddy Windrush.

## Primeros años
Nacido en Leeds, Inglaterra, estudió en la Leeds Central High School, en una época en la que tenía la ambición de hacerse misionero. En vez de ello, ganó una beca para estudiar en el Leeds College of Art (1944–46), trabajando posteriormente como artista comercial. Además de ello, también se ocupó en una librería y vendiendo libros a domicilio.
Tras cumplir el servicio militar en la RAF trabajando en el control del tráfico aéreo, se preparó para ser actor en el Bradford Playhouse y en la Northern Theatre School de Esme Church.

## Papeles destacados
Mosley debutó en la pantalla con A Kind of Loving (1962). También actuó en Get Carter (1971), encarnando a un gánster local, Cliff Brumby, al que mata Jack Carter (Michael Caine). También intervino en dos historias de la serie Doctor Who en 1965 y en 1966, y tuvo dos actuaciones en Los vengadores. Además, Mosley tuvo un pequeño papel en Queenie's Castle.

## Coreógrafo de lucha
Mosley fue también esgrimista y coreógrafo teatral y cinematográfico de lucha. Así, luchó a esgrima con Terence Stamp en el film Far from the Madding Crowd. Por ese motivo fue miembro fundador de la Sociedad Británica de Directores de Lucha, y dirigió la lucha con Caine que aparecía en Get Carter.

## Coronation Street
Actuó en Coronation Street en 1961 y 1963, y a partir de 1971. Sus actuaciones en la serie se hicieron menos frecuentes tras sufrir un severo infarto agudo de miocardio en 1991. El personaje Alf Roberts apareció por última vez en el día de Año Nuevo de 1999, falleciendo en pantalla mientras dormía. Mosley falleció unas semanas más tarde, a causa de un infarto agudo de miocardio, en Shipley, Inglaterra. Tenía 67 años de edad. Sus restos descansan en el Cementerio Nab Wood de Shipley, junto a su esposa, fallecida en 2012.
Como parte de las celebraciones del 40 aniversario del show, en el año 2000 se colocaron unas placas recordatorias en el exterior de los Granada Studios en recuerdo de cuatro de las estrellas de Coronation Street, entre ellas Mosley. Las otras conmemoraban las vidas de Doris Speed, Pat Phoenix y Violet Carson.

## Selección de su filmografía
- A Kind of Loving (1962)
- Billy Liar (1963)
- Rattle of a Simple Man (1964)
- Up Jumped a Swagman (1965)
- Where the Bullets Fly (1966)
- Charlie Bubbles (1967)
- Far from the Madding Crowd (1967)
- Spring and Port Wine (1970)
- Get Carter (1971)